# Sextierna
Sextierna var en romersk filosofskola under kejsartiden, grundlagd av Quintus Sextius d.ä. (född omkring 70 f.Kr.). Skolan är framför allt känd genom att Seneca d.y. studerade där, och för deras stoicism. Sextierna sägs vara den enda rent romerska skolan för filosofi.
Sextierna omfattande bl. a. en son till Sextius, Senecas lärare Sotion från Alexandria, Cornelius Celsus, Lucius Crassitius och Papirius Fabianus. De intog en eklektisk ståndpunkt med element från pythagoréerna, cynismen och stoicismen. De fordrade självbehärskning och sedlig kraft samt avhållelse från animalisk föda och ansåg det stoiska vishetsidealet inte vara upphinnligt. Själen fattade de som okroppslig, och de trodde på själavandringen.
Genom Senecas brev framgår att skolan lagts ner 62-64, tydligen för att den saknade en kraftfull ledare att efterträda dem som avlidit. Skolan leddes först av Quintus Sextius, och sedan denne dött under första århundradet e.Kr. av hans son; det brukar antas att sonen var Sextius Niger som skrev en bok på grekiska, materia medica, som Plinius d.ä. använde som källa till sina verk. Om Quintus Sextius skriver Seneca att denne tog avstånd från dialektiken i den grekiska filosofin, att han de facto var stoiker - själv invände han under sin livstid mot beteckningen -  och att han betraktade visheten som en militärisk egenskap som förmår rusta personens dygder mot fiender och negativa känslor (rädsla, sorg, förlust av ära, med mera).
Liksom cynikerna rådde Sextierna till att hålla sig undan från det politiska livet, och Quintus Sextius avböjde Julius Caesars erbjudande om en karriär. Från stoicismen övertog de intresset för naturvetenskapen. Vegetarianismen har stundom hänförts till inflytande från Pythagoras, men Quintus Sextius värjde sig från deras esoterism för att undvika anklagelser om att leda en sekt. Orsakerna till avhållandet från animalisk föda har dock diskuterats, och ibland har det i stället förklarats som medicinskt och etiskt grundat och därmed inte metempsycosis, pythagoreiskt.